# Auradé
Auradé este o comună în departamentul Gers din sudul Franței. În 2009 avea o populație de 610 de locuitori.

## Evoluția populației
| An        | 1975 | 1982 | 1990 | 1999 | 2006 | 2009 |
| --------- | ---- | ---- | ---- | ---- | ---- | ---- |
| Populație | 320  | 329  | 322  | 388  | 520  | 610  |